# Maňkivský rajón
Maňkivský rajón (ukrajinsky Маньківський район) byl rajón v Čerkaské oblasti na Ukrajině. Hlavním městem byla Maňkivka a rajón měl přibližně 16 tisíc obyvatel.

## Sídla v rajónu
- Buky
- Maňkivka